# Na Stříbrné
Přírodní památka Na Stříbrné byla vyhlášena v roce 1972 a nachází se u obce Český Šternberk v okrese Benešov ve Středočeském kraji.

## Předmět ochrany

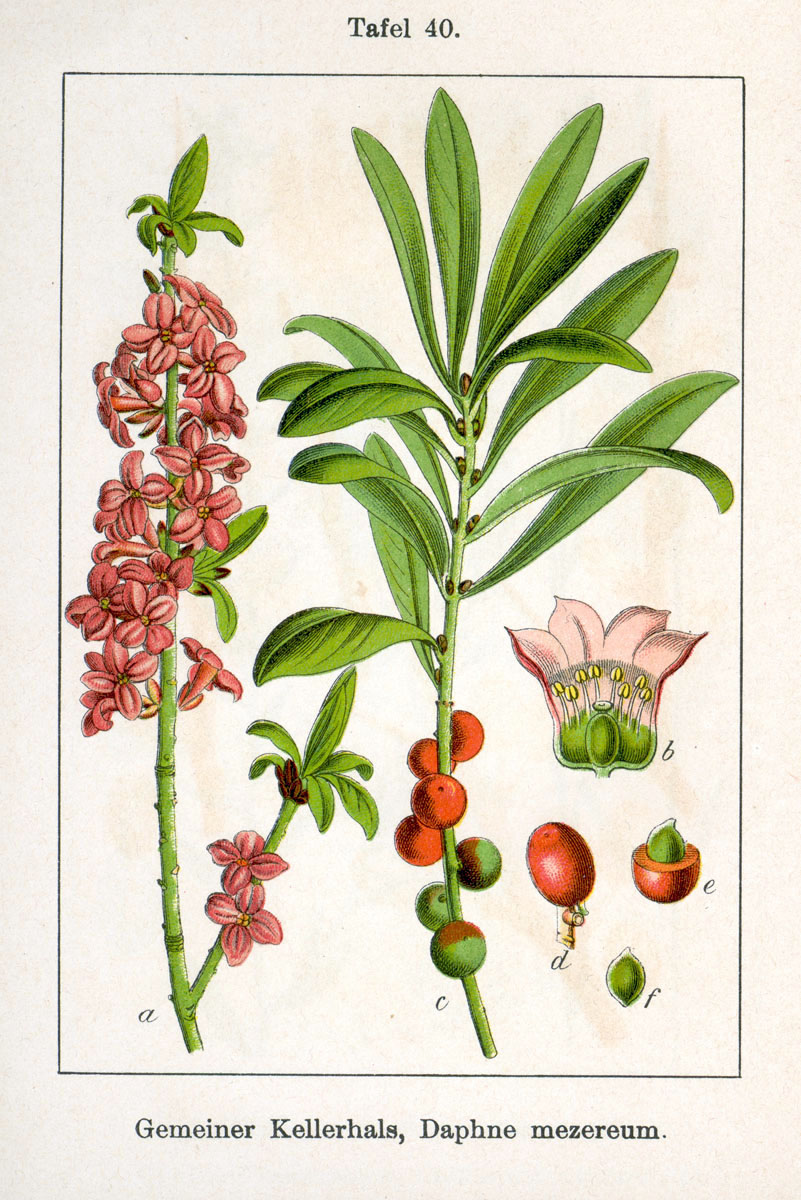
Lýkovec na kresbě z 18. století

Předmětem ochrany je lokalita květnaté bučiny s pozůstatky těžby vápence a s výskytem lýkovce jedovatého (Daphne mezereum). Při sčítání rostlin v roce 2003 bylo na chráněném území (a částečně i mimo jeho hranice) nalezeno na 120 keříků lýkovce. Lokalita je cenná i díky výskytu řady druhů velkých hub, z nichž některé (více než 15 druhů) jsou zařazeny do Červeného seznamu hub ČR.[zdroj?] Lokalita je pozoruhodná také pestrým geologickým podložím, zastoupeny jsou např. dolomitický mramor (metamorfovaný vápenec až dolomit), pararula, amfibolit a granit. Mramor byl v severozápadní části nynějšího chráněného území těžen v 19. století.
Při severní hranici území se nachází odvodňovací štola ložiska Malovidy, která je významným sídlištěm netopýrů. Polymetalické ložisko Malovidy (kontaktně metasomatická geneze) bylo dobýváno v minulosti, těženy byly barevné kovy (galenit, sfalerit, tetraedrit). V širší oblasti chráněného území se v minulosti též těžilo stříbro.